# 梅里達玻利瓦爾圖書館
梅里達玻利瓦爾圖書館（西班牙語：Biblioteca Bolivariana de Mérida）是位於委內瑞拉梅里達的一座多功能建築，結合圖書館、展覽廳、博物館等功能。
圖書館於1983年為紀念“解放者”西蒙·玻利瓦爾 (Simón Bolívar) 誕辰200週年而開放。

## 外部連結
- Biblioteca Bolivariana （页面存档备份，存于）